# Vesta-szüzek

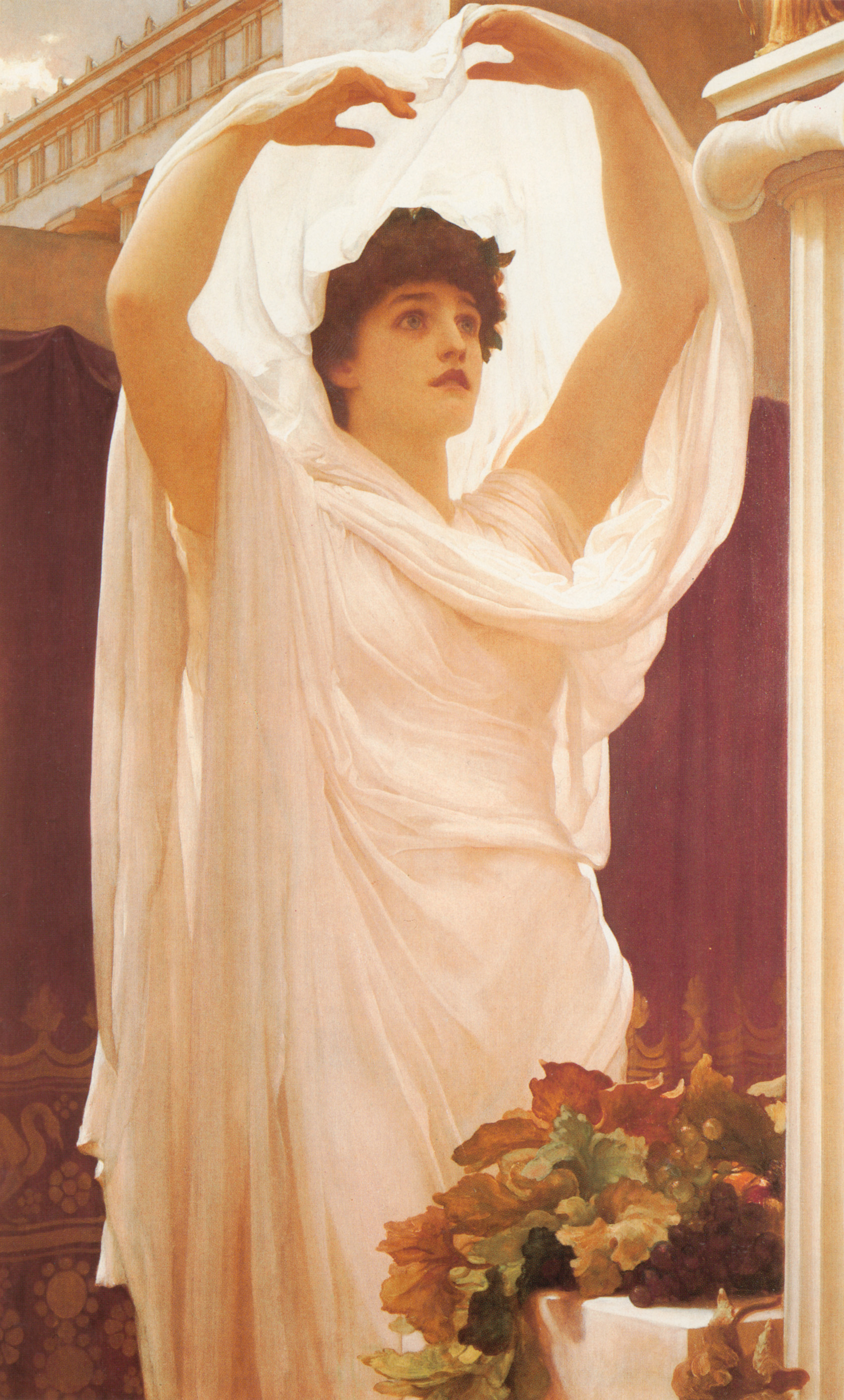
Frederic Leighton (1830-1896) metszete

A Vesta-szüzek (latinul virgines Vestalis) Vesta istennő papnői voltak az ókori Rómában. Létszámuk eleinte négy, később hat.
Mondabeli elődjük Rhea Silvia (Romulus és Remus anyja). A hagyomány szerint eredetileg a királyok válogatták ki őket, a királyság megszűntével pedig a pontifex maximus (főpap), mégpedig sorshúzás útján a 20 jelölt közül. Eredetileg csak patricius leányok jöhettek számba, később plebeius származásúak is, akik 6 évnél idősebbek, de 10 évnél fiatalabbak voltak. A jelöltséget el kellett fogadni, alóla csakis a legritkább esetben mentettek fel valakit. A sorsolás után megtörtént az inauguráció, melynek színhelye az Atrium Vestae volt. A beiktatás napjától számítva a Vesta-szűznek 30 évig kellett hivatalban maradnia; 10 évig tanult, 10 évig őrizte a tüzet és 10 évig tanított. A 30 esztendő leteltével joguk volt hozzá, hogy tisztjüktől megváljanak (exauguráció) és férjhez menjenek. A szüzek teendői voltak: a szent tűz fenntartása, a Palladium (Pallasz Athéné szent képe) őrzése és az előírt áldozatok bemutatása. Mulasztásukért szigorúan bűnhődtek. Ha a szent tűz kialudt, korbácsütésekkel, ha a szüzességi fogadalmat megszegték, élve eltemetéssel büntették őket. Ha kötelességeiket megfelelően teljesítették, páratlan tekintélyt és tiszteletet élveztek. Személyük szent és sérthetetlen volt, fontos okmányokat (végrendeletek stb.) náluk helyeztek letétbe; a városban lictor haladt előttük; ha a vesztőhelyre tartó gonosztevővel találkoztak, jogukban állt megkegyelmezni neki. Jelvényeik: hosszú, fehér ruha és homlokkötő (infula), mely alól hajuk (menyasszonyok módjára) hat fonatban omlott kétfelé.